# Miód kurpiowski
Miód kurpiowski – miód nektarowy z ewentualnym dodatkiem spadzi. Jest to miód wielokwiatowy, dla którego udział pyłku żadnej z roślin nie może przekroczyć 30%, a dopuszczalny udział pyłków wszystkich roślin uprawnych nie może przekroczyć 10%.
Do produkcji miodu kurpiowskiego mogą być wykorzystywane wyłącznie pszczoły następujących ras: pszczoła środkowoeuropejska (Apis mellifera mellifera), pszczoła kraińska (Apis mellifera carnica), pszczoła kaukaska (Apis mellifera caucasica) oraz pszczoły pochodzące z kojarzenia tych ras.
Miód kurpiowski zbierany jest na obszarze Kurpi. Pszczelarstwo na Kurpiach charakteryzuje się małą liczbą pszczelarzy, co wynika z trudnych warunków środowiskowych prowadzenia pasiek. Należy szacować, że na tym obszarze liczba pszczelarzy nie przekracza 400, a łączna liczba rodzin pszczelich nie przekracza 8000.
Miód kurpiowski pozyskiwany jest sposobem tradycyjnym z użytków zielonych oraz lasów. Użytki zielone (łąki, pastwiska, ugory) są źródłem nektarowych miodów wiosennych pozyskiwanych w okresie od maja do czerwca. Głównie lasy iglaste (świerkowo-sosnowe) są źródłem spadziowo-nektarowych miodów letnich pozyskiwanych w okresie od lipca do sierpnia. Tradycyjnie pierwsze miodobranie z pożytków wiosennych przeprowadza się w pierwszej połowie czerwca. Drugie miodobranie z pożytków letnich – kończące sezon zbierania miodu – przeprowadza się w drugiej połowie lipca.
Termin podbierania, odwirowywania oraz sposób przechowywania i rozlewania miodu wynika z wielowiekowej tradycji. W XX wieku w celu uhonorowania miodu kurpiowskiego, odrodziła się inicjatywa wyprawiania święta na cześć tego miodu. Pierwszy raz, po długiej przerwie, zostało ono zorganizowane we wrześniu 1976 r. Impreza ta jest największą imprezą w tym regionie. Szacuje się, iż w „Kurpiowskim Miodobraniu” w latach 2002–2006 corocznie brało udział od 20 do 35 tys. osób. Zarówno termin, jak i miejsce jest kontynuacją zwyczajów trwających na Kurpiach od XVI wieku.
6 października 2007 produkt wpisany został na listę produktów tradycyjnych w kategorii Miody w województwie mazowieckim.